# Сергей Киров (острови)
Островите Сергей Киров (на руски: Острова Сергея Кирова) са група от 6 малки острова, разположени в североизточната част на Карско море, на 150 km северозападно от полуостров Таймир. Влизат в състава на Красноярски край на Русия. Двата големи острова са: Исаченко (площ 150 km2, височина до 56 m, наименуван в чест на руския микробиолог и ботаник Борис Исаченко) и Киров (острова и цялата група е наименувана в чест на съветския държавен и политически деятел Сергей Киров), а четирите по-малки са Сложен, Северен, Среден и Южен. Открити са 22 август 1930 г. от експедиция възглавявана от руския учен и полярен изследовател Ото Шмид на ледоразбивача „Георгий Седов“.